# Санджак Охрид
Санджак Охрид (тур. Ohri Sancağı, алб. Sanxhaku i Ohrit, англ. Sanjak of Ohrid) — один из санджаков Османской империи на территории Балканского полуострова, основанный в 1395 году. Часть его находилась на территории Прилепского королевства в Македонии, которым управлял османский вассал, королевич Марко, вплоть до своей смерти в битве при Ровине в 1395 году.

## Административное деление
Когда Охридский санджак был создан в 1395 году, он стал частью эялета Румелия и одним из его самых ранних османских санджаков. До того, как он стал частью Османской империи в 1395 году, его первоначальная территория принадлежала королевству Марко Мрнявчевича. В начале столицей санджака был город Битола, а позднее — Охрид, таким образом, он также упоминается в источниках как санджак Манастир (или Битола).
Территория санджака Охридского менялась с течением времени.
В 1406 году санджакбеем Охрида был Джунейд Айдынский. В 1464—1465 годах санджакбеем санджака Охрид был Баллабан Бадера, прославившийся своими битвами против Скандербега, заменивший на этом посту Шеремет-бея. Хотя Халил Иналджик объясняет, что санжак Эльбасан был основан сразу же после того, как крепость Эльбасан была построена в 1466 году, на основе записей Турсун-бея существует вероятность того, что Эльбасан изначально был частью Санджака Охрид.
Официальные османские переписи населения (тур. Tapu tahrir defterleri) были организованы в 1467, 1519 (коллективная перепись) и 1583 годах на территории санджака Охрид.
Перепись с начала XVI века показала, что Охридский санжак имел казы (уезды) Охрид, Дебар, Акчахисар (Круя) и Мат, а также имел 4 города, 6 крепостей, 849 деревень, 32 648 христианских семей и 623 мусульманских семьи.
По переписи 1583 года в составе санджака Охрид было три казы, которые делились на 13 нахий. После более позднего расширения в составе санджака Охрид было 22 нахии, 6 нахий в Македонии и 16 нахий в Албании . В этом санджаке было значительное присутствие этнических албанцев.
Осенью 1794 года Кара Махмуд Бушати, который был пашой Скутари, получил контроль над санджаком Охрид. В течение 1796—1817 годов Охридским санджаком управлял Мухтар-паша, сын Али-паши Янинского . С 1820 по 1831 год санджак Охрид был поставлен под контроль другого паши Скутари, Мустафы Решит-паши Бушати.
Административное деление Румелийского эялета было реформировано на основе султанского хатишерифа от 21 июня 1836 года, и территории его санджаков были существенно изменены, в то время как Охридский санджак Охрид стал личным доменом (арпаликом) валиде-султан. До 1864 года Охридский санджак был частью эялета Манастир, в то время как каза Круя была временно включена в состав санджака Скутари. После создания в 1864 году вилайета Манастир Охридский санджак прекратил свое существование и его территория была включена в состав санджака Битола (учрежденного как санджак, отдельно от санджака Охрид, в 1826 году).

## История
Дорофей, архиепископ Охридский, его клирики и бояре были изгнаны в Стамбул в 1466 году, вероятно, из-за их антиосманской деятельности во время восстания Скандербега. В 1467 году многие христиане из Скопье, Охрида, Серр и Кастории были насильственно депортированы в Эльбасан, новую османскую крепость в Албании.
Крестьяне Охридского восстания участвовали в течение десяти лет в антиосманском восстании 1564 года крестьян из Мариово и Прилепа. 25 июля 1571 года было предложено разделить Охридский санджак на две части, чтобы повысить общественную безопасность в условиях постоянных восстаний в этом санджаке.
В 1613 году османские власти отдали приказ об уничтожении всех вновь построенных христианских церквей в селах Охридского санджака.
Османский путешественник Эвлия Челеби (1611—1682) посвятил целую главу своего труда Сейяхатнаме Охридскому санджаку.